# Pikku Poikurinjärvi
Pikku Poikurinjärvi är en sjö i Pajala kommun i Norrbotten och ingår i Torneälvens huvudavrinningsområde.